# Elecciones regionales de Madre de Dios de 2002
Las elecciones regionales de Madre de Dios de 2002 se llevaron a cabo el 17 de noviembre de 2002 para elegir al presidente regional, al vicepresidente regional y al Consejo Regional para el periodo 2003-2007. La elección se celebró simultáneamente con elecciones regionales y municipales (provinciales y distritales) en todo el Perú.

## Sistema electoral
El Gobierno Regional de Madre de Dios es el órgano administrativo y de gobierno del departamento de Madre de Dios. Está compuesto por el presidente regional, el vicepresidente regional y el Consejo Regional.
La votación del presidente, vicepresidente y consejo regional se realiza en base al sufragio universal, que comprende a todos los ciudadanos nacionales mayores de dieciocho años, empadronados y residentes en el departamento de Madre de Dios y en pleno goce de sus derechos políticos.
El Consejo Regional de Madre de Dios está compuesto por 7 consejeros elegidos por sufragio directo para un período de cuatro (4) años, en forma conjunta con la elección del presidente regional. La votación es por lista cerrada y bloqueada. Se asigna a la lista ganadora los escaños según el método d'Hondt o la mitad más uno, lo que más le favorezca.

## Partidos y candidatos
A continuación se muestra una lista de los principales partidos y alianzas electorales que participaron en las elecciones:
| Candidatura | Candidatura | Partidos y alianzas | Candidato | Candidato               | Ideología                                               | Ref. |
| ----------- | ----------- | --- | --------- | ----------------------- | ------------------------------------------------------- | ---- |
|             | APRA        | Lista - Partido Aprista Peruano (APRA) |           | Luis Hidalgo Okimura    | Aprismo                                                 |      |
|             | AP          | Lista - Acción Popular (AP) |           | Ricardo Noriega Pérez   | Humanismo Nacionalismo cívico Reformismo                |      |
|             | UN          | Lista - Unidad Nacional (UN) – Partido Popular Cristiano (PPC) – Solidaridad Nacional (SN) – Renovación Nacional (RN) – Cambio Radical (CR) |           | Jacinto Cayetano Ticona | Democracia cristiana Conservadurismo Neoliberalismo     |      |
|             | MNI         | Lista - Movimiento Nueva Izquierda (MNI) |           | Rafael Ríos López       | Marxismo-leninismo Mariateguismo Socialismo democrático |      |
|             | AMD         | Lista - Adelante Madre de Dios (AMD) |           | Raúl Salazar Fernández  | Regionalismo madrediosense                              |      |
|             | FRA         | Lista - Fuerza Regional Amazónica de Madre de Dios (FRA)                                                                                    |           | Luis Cairo Reyes        | Regionalismo madrediosense                              |      |
|             | Selva Sur   | Lista - Selva Sur (Selva Sur) |           | Felipe Pacuri Flores    | Regionalismo madrediosense                              |      |

## Resultados

### Sumario general
|                        |                                                  |              |              |              |            |            |  |  |
| Partidos y coaliciones | Partidos y coaliciones                           | Voto popular | Voto popular | Voto popular | Consejeros | Consejeros |  |  |
| Partidos y coaliciones | Partidos y coaliciones                           | Votos        | %            | ±pp          | Total      | +/−        |  |  |
|                        | Movimiento Nueva Izquierda (MNI)                 | 9,961        | 34.55        | n/a          | 5          | n/a        |  |  |
|                        | Partido Aprista Peruano (APRA)                   | 5,650        | 19.60        | n/a          | 1          | n/a        |  |  |
|                        | Selva Sur (Selva Sur)                            | 3,373        | 11.70        | n/a          | 1          | n/a        |  |  |
|                        | Acción Popular (AP)                              | 3,311        | 11.48        | n/a          | 0          | n/a        |  |  |
|                        | Unidad Nacional (UN)                             | 3,146        | 10.91        | n/a          | 0          | n/a        |  |  |
|                        | Adelante Madre de Dios (AMD)                     | 2,017        | 7.00         | n/a          | 0          | n/a        |  |  |
|                        | Fuerza Regional Amazónica de Madre de Dios (FRA) | 1,371        | 4.76         | n/a          | 0          | n/a        |  |  |
|                        |                                                  |              |              |              |            |            |  |  |
| Total                  | Total                                            | 28,829       |              |              | 7          | n/a        |  |  |
|                        |                                                  |              |              |              |            |            |  |  |
| Votos válidos          | Votos válidos                                    | 28,829       | 91.76        | n/a          |            |            |  |  |
| Votos en blanco        | Votos en blanco                                  | 900          | 2.86         | n/a          |            |            |  |  |
| Votos nulos            | Votos nulos                                      | 1,689        | 5.38         | n/a          |            |            |  |  |
| Votos emitidos         | Votos emitidos                                   | 31,418       | 75.71        | n/a          |            |            |  |  |
| Abstenciones           | Abstenciones                                     | 10,082       | 24.29        | n/a          |            |            |  |  |
| Votantes registrados   | Votantes registrados                             | 41,500       |              |              |            |            |  |  |
|                        |                                                  |              |              |              |            |            |  |  |
| Fuente:                |                                                  |              |              |              |            |            |  |  |

### Autoridades electas
| Cargo                                    | Autoridad electa | Autoridad electa              | Partido político | Partido político           |
| ---------------------------------------- | ---------------- | ----------------------------- | ---------------- | -------------------------- |
| Presidente Regional de Madre de Dios     |                  | Rafael Ríos López             |                  | Movimiento Nueva Izquierda |
| Vicepresidente Regional de Madre de Dios |                  | José del Maestro Ríos         |                  | Movimiento Nueva Izquierda |
| Consejero Regional de Madre de Dios      |                  | Daniel Sarka Quispe           |                  | Movimiento Nueva Izquierda |
| Consejero Regional de Madre de Dios      |                  | Nicolás Navarro Canales       |                  | Movimiento Nueva Izquierda |
| Consejera Regional de Madre de Dios      |                  | Rosa Chávez Ardiles           |                  | Movimiento Nueva Izquierda |
| Consejero Regional de Madre de Dios      |                  | Ángel Solorio Olivera         |                  | Movimiento Nueva Izquierda |
| Consejero Regional de Madre de Dios      |                  | Telésforo Choquemamani Quispe |                  | Movimiento Nueva Izquierda |
| Consejero Regional de Madre de Dios      |                  | Víctor Arbildo López          |                  | Partido Aprista Peruano    |
| Consejero Regional de Madre de Dios      |                  | Rafael Trujillo Hinojosa      |                  | Selva Sur                  |